# Советник президента США по национальной безопасности
Помощник президента США по вопросам национальной безопасности (или просто Советник по национальной безопасности) (сокр. анг. NSA, или APNSA, иногда ANSA во избежание путаницы с Агентством национальной безопасности, NSA) является главным советником Президента США по вопросам национальной безопасности. Является членом Совета национальной безопасности США, который входит в Исполнительный офис Президента США. Кабинет Советника по национальной безопасности находится в Западном крыле Белого дома. У него есть штат людей, которые проводят исследования, брифинги, и разведывательную работу для рассмотрения и представления в Совет по национальной безопасности и Президенту США.
Советник по национальной безопасности выбирается Президентом США без утверждения Сенатом США. По существу он не связан бюрократией Государственного департамента и Министерства обороны, и поэтому способен давать независимые советы. Власть и роль Советника по национальной безопасности меняется от администрации к администрации, однако по сути это человек ЦРУ в Белом доме. С 1953 года это должностное лицо возглавляло специальную группу по надзору за проведением тайных операций ЦРУ за рубежом, которая в 1970-е годы была преобразована в Сороковой комитет.
Во время кризиса советник по национальной безопасности работает в Ситуационной комнате Белого Дома, предоставляя Президенту последние новости о кризисе.

## Список
| #  | Изображение | Имя                | Срок полномочий  | Срок полномочий  | Президент                    |
| #  | Изображение | Имя                | Начало           | Конец            | Президент                    |
| -- | ----------- | ------------------ | ---------------- | ---------------- | ---------------------------- |
| 1  |             | Роберт Катлер      | 23 марта 1953    | 2 апреля 1955    | Дуайт Эйзенхауэр             |
| 2  |             | Диллон Андерсон    | 2 апреля 1955    | 1 сентября 1956  | Дуайт Эйзенхауэр             |
| 3  |             | Уильям Джексон     | 1 сентября 1956  | 7 января 1957    | Дуайт Эйзенхауэр             |
| 4  |             | Роберт Катлер      | 7 января 1957    | 24 июня 1958     | Дуайт Эйзенхауэр             |
| 5  |             | Гордон Грей        | 24 июня 1958     | 13 января 1961   | Дуайт Эйзенхауэр             |
| 6  |             | Макджордж Банди    | 20 января 1961   | 28 февраля 1966  | Джон Кеннеди, Линдон Джонсон |
| 7  |             | Уолт Ростоу        | 1 апреля 1966    | 20 января 1969   | Линдон Джонсон               |
| 8  |             | Генри Киссинджер   | 20 января 1969   | 3 ноября 1975    | Ричард Никсон, Джеральд Форд |
| 9  |             | Брент Скоукрофт    | 3 ноября 1975    | 20 января 1977   | Джеральд Форд                |
| 10 |             | Збигнев Бжезинский | 20 января 1977   | 21 января 1981   | Джимми Картер                |
| 11 |             | Ричард Аллен       | 21 января 1981   | 4 января 1982    | Рональд Рейган               |
| 12 |             | Уильям Кларк       | 4 января 1982    | 17 октября 1983  | Рональд Рейган               |
| 13 |             | Роберт Макфарлейн  | 17 октября 1983  | 4 декабря 1985   | Рональд Рейган               |
| 14 |             | Джон Пойндекстер   | 4 декабря 1985   | 25 ноября 1986   | Рональд Рейган               |
| 15 |             | Фрэнк Карлуччи     | 2 декабря 1986   | 23 ноября 1987   | Рональд Рейган               |
| 16 |             | Колин Пауэлл       | 23 ноября 1987   | 20 января 1989   | Рональд Рейган               |
| 17 |             | Брент Скоукрофт    | 20 января 1989   | 20 января 1993   | Джордж Буш                   |
| 18 |             | Лейк, Энтони       | 20 января 1993   | 14 марта 1997    | Билл Клинтон                 |
| 19 |             | Самуэль Бергер     | 14 марта 1997    | 20 января 2001   | Билл Клинтон                 |
| 20 |             | Кондолиза Райс     | 22 января 2001   | 25 января 2005   | Джордж Буш                   |
| 21 |             | Стивен Хэдли       | 26 января 2005   | 20 января 2009   | Джордж Буш                   |
| 22 |             | Джеймс Джонс       | 20 января 2009   | 8 октября 2010   | Барак Обама                  |
| 23 |             | Томас Донилон      | 8 октября 2010   | 30 июня 2013     | Барак Обама                  |
| 24 |             | Сьюзан Райс        | 1 июля 2013      | 20 января 2017   | Барак Обама                  |
| 25 |             | Майкл Флинн        | 20 января 2017   | 13 февраля 2017  | Дональд Трамп                |
| 26 |             | Герберт Макмастер  | 20 февраля 2017  | 9 апреля 2018    | Дональд Трамп                |
| 27 |             | Джон Болтон        | 9 апреля 2018    | 10 сентября 2019 | Дональд Трамп                |
| 28 |             | Роберт О’Брайен    | 18 сентября 2019 | 20 января 2021   | Дональд Трамп                |
| 29 |             | Джейк Салливан     | 20 января 2021   | 20 января 2025   | Джо Байден                   |
| 30 |             | Майкл Уолтц        | 20 января 2025   | 1 мая 2025       | Дональд Трамп                |
| -  |             | Марко Рубио        | 1 мая 2025       |                  | Дональд Трамп                |

## Заместители
- 1975—1977 Уильям Хайланд
- 1977—1981 Дэвид Аарон

- 2007—2008 Джеймс Франклин Джеффри[англ.]
- 2009—2010 Томас Донилон
- 2010—2013 Денис МакДоноу
- 2013—2015 Тони Блинкен
- 2015—2017 Эврил Хэйнс
- 2017 Кэтлин Макфарленд
- 2017—2018 Рикки Уодделл[англ.]
- 2018 Мира Рикардел
- 2019 Чарльз Купперман[англ.]
- 2019—2021 Мэттью Поттингер[англ.]
- 2021—2025 Джонатан Файнер
- 2025 Алекс Вонг